# K.K. Partizan 1950
Questa pagina raccoglie le informazioni riguardanti il Košarkaški klub Partizan nelle competizioni ufficiali della stagione 1950.

## Roster
| N° | Naz.                  | Ruolo | Sportivo            |  | Alt. |  |
| -- | --------------------- | ----- | ------------------- |  | ---- |  |
|    | Jugoslavia (bandiera) |       | Vilmoš Loci         |  |      |  |
|    | Jugoslavia (bandiera) |       | Milenko Novaković   |  |      |  |
|    | Jugoslavia (bandiera) |       | Mirko Marjanović    |  |      |  |
|    | Jugoslavia (bandiera) |       | Čedomir Stojičević  |  |      |  |
|    | Jugoslavia (bandiera) |       | Lajoš Engler        |  |      |  |
|    | Jugoslavia (bandiera) |       | Radomir Šaper       |  |      |  |
|    | Jugoslavia (bandiera) |       | Božidar Munćan      |  |      |  |
|    | Jugoslavia (bandiera) |       | Radomir Miladinović |  |      |  |
|    | Jugoslavia (bandiera) |       | Slavoljub Jovanović |  |      |  |
|    | Jugoslavia (bandiera) |       | Ljubomil Cotič      |  |      |  |
|    | Jugoslavia (bandiera) |       | Cigler              |  |      |  |
|    | Jugoslavia (bandiera) |       | Ranko Grba          |  |      |  |
|    | Jugoslavia (bandiera) |       | Nenad Kušić         |  |      |  |
|    | Jugoslavia (bandiera) |       | Slobodan Martinović |  |      |  |
|    | Jugoslavia (bandiera) |       | Andrija Frimerman   |  |      |  |
|    | Jugoslavia (bandiera) |       | Viktor Klimpl       |  |      |  |
|    | Jugoslavia (bandiera) | All.  | Janoš Gerdov        |  |      |  |